# Голівець Андрій Миколайович
Голівець Андрій Миколайович  (нар. 27 лютого 1972, Кременчук) — український легкоатлет, майстер спорту України міжнародного класу. Паралімпійський чемпіон 2012 року у штовханні ядра.

## Біографія
Народився у м. Кременчук, Полтавська область, нині Україна. Займається у секції легкої атлетики у Полтавському обласному центрі «Інваспорт».

### Паралімпійські ігри 2012
3 вересня відбулись змагання зі штовхання ядра (у класі F12) на параолімпійських іграх у Лондоні. Андрій завоював золото, побивши рекорд Європи. Українець штовхнув снаряд на відстань 16 м 25 см (найкращий в Європі результат до цього був 15 м 86 см).

### Чемпіонат світу 2013
20 липня у Ліоні (Франція) на чемпіонаті світу IPC з легкої атлетики Андрій з результатом 15,52 метра став чемпіоном у штовханні ядра у категорії F12. Найкращий свій результат кременчужанин показав в останній, шостій спробі, яка вже для турнірного розташування спортсменів значення не мала. Срібна нагорода з результатом 14,68 м дісталась росіянину Володимиру Андрющенко, а ще один представник Російської Федерації Сергій Шаталов став третім. Його результат — 14,10 м. Серед особливостей чемпіонату відзначаєть жорстке покриття у секторі для штовхання ядра. Спортсмени тренувалися на іншому стадіоні, де покриття було значно м'якшим, а також ядро було іншої фірми і відрізнялося в діаметрі від ядра, яке довелося штовхати під час тренувального процесу.

## Нагороди
- Почесний знак «За заслуги перед містом» (Кременчуком)[4]